# 너와 아이돌 프리큐어♪
《너와 아이돌 프리큐어♪》는 도에이 애니메이션이 제작한 일본의 애니메이션이다. 《프리큐어 시리즈》의 22번째 작품으로 2025년 2월 2일 TV 아사히 소속 방송국을 통해 방영 중이다.

## 방송 일시
| 방송 채널            | 방송일                | 방송 시간                 |
| -------------------- | --------------------- | ------------------------- |
| TV 아사히 계열       | 2025년 2월 2일 ~ 현재 | 매주 일요일 08:30 ~ 09:00 |
| 아사히 방송 지역방송 | 2025년 2월 2일 ~ 현재 | 매주 일요일 08:30 ~ 09:00 |

## 개요
- 프리큐어 시리즈 통상 22번째 작품이자, 20대 프리큐어에 해당되는 작품이다.
- 테마와 모티프는 '아이돌'이다.
- 캐치프레이즈는 '노래하고 춤추고 팬서비스하고♡ 너와 함께! 키랏키란란~♪'.

## 등장인물

### 프리큐어
사쿠라 우타/큐어 아이돌(일본어: 咲良 うた / 일본어: キュアアイドル)
성우: 마츠오카 미사토
색깔:      분홍색
본 작품의 주인공으로, 노래하는 것을 매우 좋아하는 중학교 2학년. 3월 27일(양자리)생으로, 혈액형은 B형. 밝고 활기찬 여자아이로 그 자리에서 자신의 감정을 노래로 표현하는 경우가 많으며, 반짝이고, 즐겁고, 싱글벙글한 느낌이 드는 「반짝!반짝짝!」한 것을 좋아한다. 입버릇도 그대로 「반짝!반짝짝~!♪」.
아오카제 나나/큐어 윙크(일본어: 蒼風 なな / 일본어: キュアウインク)
성우: 타카하시 미나미
색깔:      물색
우타의 친구. 7월 6일(게자리)생이고, 혈액형은 O형. 피아노를 잘 치며, 상냥하고 영리하다.
시구레 코코로/큐어 큥큥(일본어: 紫雨 こころ / 일본어: キュアキュンキュン)
성우: 타카모리 나츠미
색깔:      보라색
우타의 한살 아래 중학교 1학년. 5월 11일(황소자리)생이고, 혈액형은 A형. 춤을 잘 추고, 뜨거움을 안에 간직하고 있다. 말버릇은 「마음이 큥큥 거리고 있어!」.
프리룬/큐어 즈큥(일본어: プリルン / 일본어: キュアズキューン)
성우: 난죠 요시노
색:      녹색
「아이돌 프리큐어」를 찾기 위해 키라리랜드에서 온 요정. 메로론의 언니. 느긋하고, 마이 페이스인 성격. 눈을 깜빡이면 반짝이는 것이 보인다. 어미는 「~프리」. 17화에 하트 키라리 록에 의해 큐어 즈큥으로 변신한다. 하지만 하트 키라리 록의 대가로 프리룬의 가장 소중한 것인 사쿠라 우타와의 추억을 봉인했기 때문에 기억을 잃고 아이돌 프리큐어에 대해서는 철저히 아이돌로서 대한다.
메로론/큐어 키스(일본어: メロロン / 일본어: キュアキッス)
성우: 하나이 미하루
색:      연분홍색
키라리랜드에서 온 요정. 프리룬의 여동생. 기세가 강하고 되바라진 성격. 어미는 「~메로」. 17화에 하트 키라리 록에 의해 큐어 키스로 변신한다. 하지만 하트 키라리 록의 대가로 프리룬의 가장 소중한 것인 메로론와의 추억을 봉인했기 때문에 기억을 잃고 아이돌 프리큐어에 대해서는 철저히 아이돌로서 대한다.

### 키라리랜드
프리룬(일본어: プリルン)
성우: 난죠 요시노
메로론(일본어: メロロン)
성우: 하나이 미하루
타나칸/타나카(일본어: タナカーン / 일본어: 田中)
성우: 스와베 준이치
오프닝에 등장한 안경을 쓴 갈색 머리의 남성. 프리큐어의 사명을 지원하고 있다. 4화에서 두 사람을 보고 프리큐어냐고 묻는 것으로 첫 등장했다. 5화에서 사실은 키라리랜드 출신 요정으로 '피카리네 여왕의 밀명을 받고 온 특사'였던 것으로 밝혀진다. 아이돌 프리큐어 매니저뿐만 아니라 카페 글리터 아르바이트를 하면서 겸하고 있다.
피카리네(일본어: ピカリーネ)
성우: 오오하라 사야카
키라리랜드의 여왕.

### 다크이네의 수하 | 춋키리단
다크이네(일본어: ダークイネ)
성우: 미정
춋키리단의 수장.
죠기(일본어: ジョギ)
성우: 하야시 유우
춋키리단의 수장 직속간부. 25화부터 등장.
춋키리느(일본어: チョキリーヌ)
성우: 야하기 사유리
춋키리단의 리더
커티/컷틴(일본어: カッティー / 일본어: カッティン)
성우: 야마다 히로키
춋키리단의 간부. 26화에 정체는 키라키랜드 요정.
잣쿠리/잣쿠린(일본어: ザックリー / 일본어: ザックリン)
성우: 사토 세츠지
춋키리단의 간부. 26화에 정체는 키라키랜드 요정.
맛쿠란다(일본어: マックランダー)
성우: 야노 마사아키
춋키리단의 소환 몬스터.
쿠라야민다(일본어: クラヤミンダー)
성우: 야노 마사아키
춋키리단의 소환 몬스터. 12화부터 등장.

### 사쿠라 일가
사쿠라 카즈(일본어: 咲良 和)
성우: 에가시라 히로야
우타의 아버지.
사쿠라 오토(일본어: 咲良 音)
성우: 키타하라 사야카
우타의 어머니.
사쿠라 하모리(일본어: 咲良 はもり)
성우: 이이다 유우코
우타의 여동생.
큐짱(일본어: きゅーちゃん)
성우: 츠다 켄지로
우타가 기르는 반려견으로, 외형으로 보아 견종은 골든 리트리버으로 추정된다.

### 아오카제 일가
아오카제 하지메(일본어: 蒼風 一)
성우: 와타나베 토시키
나나의 아버지.
아오카제 무츠미(일본어: 蒼風 睦美)
성우: 카와사키 메이코
나나의 어머니.

### 시구레 일가
시구레 아이(일본어: 紫雨 愛)
성우: 카와시마 유우코
코코로의 어머니.
니시무라 케이코(일본어: 西村 恵子)
성우: 요다 사치코
코코로의 외할머니.
니시무라 마코토(일본어: 西村 誠)
코코로의 외할아버지.

### 큐어 중학교
후지미(일본어: 富士見)
성우: 시모즈마 요시유키
2-A반 담임선생님.
히가시나카 미코토(일본어: 東中 みこと)
성우: 무라카미 나츠미
작년에 이어 우타의 동급생이 된 여학생. 큐어 아이돌의 팬으로 2화에 맛쿠란다의 소체가 되었다가 구조당한 뒤 큐어 스타와 만난다.
신바시 와카나(일본어: 新橋 わかば)
성우: 카자마 마유코
우타의 클래스메이트. 근본을 녹색 리본으로 묶은 밤색의 포니테일 소녀.
사카가미 루카(일본어: 坂上 るか)
성우: 히가시우치 마리코
우타의 클래스메이트. 웨이브가 달린 긴 머리 소녀로 오른쪽 앞머리에는 머리핀을 착용하고 있다.

### 하나미치 타운
코미야 에마(일본어: 小宮 絵真)
성우: 마츠이 아키하
우타네 카페의 단골 손님이자, 만화가 지망생.
죠 렌지(일본어: 城 蓮司)
성우: 니시무라 토모미치
우타네 카페의 단골 손님이자, 백발 노인.
쿠리큐타(일본어: くりきゅうた)
성우: 불명
프리큐어를 찾는 노래를 잘못 들은 탓에 프리른과 함께 키라리랜드로 끌려갈 뻔했지만 프리큐어가 아니었기 때문에 곧바로 하나미치 타운으로 돌아갔다.

### 그 외
히비키 카이토(일본어: 響 カイト)
성우: 사쿠마 다이스케
레전드 아이돌로 불리는 가수.

## 제작진
- 원작 : 토도 이즈미
- 기획, 제작 : TV 아사히, 도에이 애니메이션
- 애니메이션 제작 : 도에이 애니메이션
- 제작협력 : 도에이
- 제작 : TV 아사히, ABC 애니메이션, ADK, 이모션즈, 도에이
- 저작권 : TV 아사히, ABC 애니메이션, ADK, 이모션즈, 도에이 모두 보호 있다.

## OST

### 오프닝
〈너와 아이돌 프리큐어♪ Light Up!〉(1화-)
작사 - 무츠미 스미요 / 작곡 · 편곡 - 히로카와 케이이치
노래 - 이시이 아미, 쿠마다 아카네, 요시타케 치하야

### 엔딩
〈Trio Dreams〉(1-21화)
작사 - 오모리 쇼코 / 작곡 · 편곡 - 우마세 미사키
노래 - 마츠오카 미사토(큐어 아이돌), 타카하시 미나미(큐어 윙크), 타카모리 나츠미(큐어 큥큥)
〈너와 루라라〉(22화-)
작사 - 오모리 쇼코 / 작곡 · 편곡 - 우마세 미사키
노래 - 마츠오카 미사토(큐어 아이돌), 타카하시 미나미(큐어 윙크), 타카모리 나츠미(큐어 큥큥), 난죠 요시노(큐어 즈큥), 하나이 미하루(큐어 키스)

## 관련 정보
2024년 11월 29일에 본 타이틀명이 공개되었다.

## 방영 목록
- 방송일은 아사히 방송 기준.
- 본 작품은 한국 내에서 공식 방영한 작품이 아니므로 한국어 제목은 일본어 해석에 맞춰서 임의적으로 표기하였다. 한국 방영이 될 경우 한국어 더빙 기준으로 바뀔 수 있다.

| 화수   | 주제                                                                                              | 방송일          |
| ------ | ------------------------------------------------------------------------------------------------- | --------------- |
| 제01화 | キラッキランラン♪キュアアイドルデビュー 키랏키란란♪ 큐어 아이돌 데뷔                              | 2025년 2월 2일  |
| 제02화 | 私、バズっちゃってる⁉ 나, 유명해졌어!?                                                            | 2025년 2월 9일  |
| 제03화 | 勇気を出して♪ キュアウインクデビュー！ 용기를 내♪ 큐어 윙크 데뷔!                                 | 2025년 2월 16일 |
| 제04화 | レジェンドアイドル!? 響カイト 전설의 아이돌!? 히비키 카이토                                       | 2025년 2월 23일 |
| 제05화 | マネージャーさん、ついちゃった! 매니저님, 붙어버렸다!                                             | 2025년 3월 2일  |
| 제06화 | 心キュンキュンしてます!? 마음이 큥큥거리고 있어요!?                                               | 2025년 3월 9일  |
| 제07화 | 心おどる♪ キュアキュンキュンデビュー！ 마음이 춤춘다♪ 큐어 큥큥 데뷔!                             | 2025년 3월 23일 |
| 제08화 | みんなでお泊り！ アイドルプリキュア大研究！ 다 같이 숙박! 아이돌 프리큐어 대연구!                 | 2025년 3월 30일 |
| 제09화 | ななの七不思議！ 나나의 일곱 불가사의!                                                            | 2025년 4월 6일  |
| 제10화 | CDデビュー！ アイドルプリキュア！ CD 데뷔! 아이돌 프리큐어!                                       | 2025년 4월 13일 |
| 제11화 | Trio Dreams 트리오 드림즈                                                                         | 2025년 4월 20일 |
| 제12화 | プリルン大好き♡ メロロンがやってきた！ 프리룬 너무 좋아♡ 메로론이 찾아왔다!                       | 2025년 4월 27일 |
| 제13화 | フレッフレッ！ キラキライト！ 후레 후레! 키라키라이트                                             | 2025년 5월 4일  |
| 제14화 | お母さんへ~こころからのメッセージ~ 엄마께 ~코코로가 보내는 메시지~                                | 2025년 5월 11일 |
| 제15화 | ねえたまメロメロ大作戦メロ~！ 언니 홀딱 반하게 만들기 대작전 메로~!                               | 2025년 5월 18일 |
| 제16화 | 満開！特訓！はなみちタウンフェス！ 만발! 특훈! 하나미치 타운 페스티벌!                            | 2025년 5월 25일 |
| 제17화 | プリルンの決意！キラキランドへレッツゴー！ 프리룬의 결의! 키라키랜드로 렛츠 고!                   | 2025년 6월 1일  |
| 제18화 | キミは誰⁉ハートズキューンされちゃった♡ 너는 누구!? 하트 즈큥 해버렸어♡                            | 2025년 6월 8일  |
| 제19화 | ふたりの誓い♪キュアズキューン＆キュアキッスデビュー！ 두 사람의 맹세♪ 큐어 즈큥 & 큐어 키스 데뷔! | 2025년 6월 15일 |
| 제20화 | プリ～！思い出さがしのピクニック！ 프리~! 추억을 찾는 피크닉!                                     | 2025년 6월 22일 |
| 제21화 | とびっきり！キセキのユニゾン！ 깜짝! 기적의 유니슨!                                               | 2025년 6월 29일 |
| 제22화 | アイドルプリキュアVSズキューンキッス⁉ 아이돌 프리큐어 VS 즈큥 키스!?                              | 2025년 7월 6일  |
| 제23화 | これが私のサイン！ 이것이 내 사인!                                                                | 2025년 7월 13일 |
| 제24화 | タナカーンの夏やすみ！ 타나칸의 여름 휴가!                                                        | 2025년 7월 20일 |
| 제25화 | ひまわり畑でウインクして 해바라기 밭에서 윙크하고                                                 | 2025년 7월 27일 |
| 제26화 | キュンこそものの上手なれ！ 큥이야말로 능숙해지는 길!                                              | 2025년 8월 3일  |
| 제27화 | キュアチューブはじめました！ 큐어 튜브, 시작했습니다!                                             | 2025년 8월 10일 |
| 제28화 | わんわん！きゅーちゃんと一緒に！ 왕왕! 큐짱과 함께!                                               | 2025년 8월 17일 |
| 제29화 | メロロンのともだち 메로론의 친구                                                                  | 2025년 8월 24일 |
| 제30화 | プリキュア！キラッキラン・フォー・ユー！ 프리큐어! 키라키란 포 유!                                | 2025년 8월 31일 |
| 제31화 | アイドルプリキュアのセンター！？ 아이돌 프리큐어의 센터!?                                         | 2025년 9월 7일  |

### 결방 변경 안내
- 2025년 3월 16일 : ACN 엑스포 에키덴 2025 생중계 방송 인해 결방.

## 극장판
극장판 너와 아이돌 프리큐어♪ 기다렸지! 너에게 전하는 키랏키라이브!
2025년 9월 12일 공개 예정. 전작인 원더풀 프리큐어!와 펼쳐지는 스카이! 프리큐어가 특별 등장했다.

## 참조

### 주해
1. ↑  일본어: キミとアイドルプリキュア♪ 키미토 아이도루 푸리큐아♪[*], 영어: You and Idol Precure♪